# Річі Кемпбелл
Рікарду Діаш де Ліма Вентура да Кошта (порт. Ricardo Dias de Lima Ventura da Costa; нар. 25 листопада 1986, Кашіаш, Португалія), більш знаний під сценічним ім'ям Річі Кемпбелл, — португальський R&B, денсголл і регі-співак, провідний артист на португальській музичній сцені.

## Біографія
Народився в місті Лісабон. Його музична кар'єра розпочалася з участі в гурті «Stepacide»; у той же період брав участь у проєкті «No Joke Sound System». Зрештою він залишив обидва проєкти і зосередитися на сольній кар'єрі. 2010 року дебютував з мікстейпом «My Path» разом з однойменним мініальбомом «Richie Campbell». 2011 року став першим артистом, який зібрав повний зал Campo Pequeno, не маючи контракту з жодним лейблом.

## Подальша кар'єра
2012 року вийшов його дебютний альбом «Focused» забезпечив артисту міжнародну впізнаваність, трек «That's How We Roll» був номінований на португальський «Золотий глобус» 2013 року в категорії «Найкраща музика». «Focused Tour» розпочався 2012 року; останній концерт у Лісабоні записали наживо та вийшов на CD та DVD 2014 року. Отримав номінації на MTV Europe Music Award як найкращий португальський виконавець на MTV Europe Music Awards у 2013 та 2014 роках.
4 травня 2015 року вийшов другий студійний альбом «In the 876» без анонсу. Його записували у Кінгстоні та Лісабоні, назва є покликанням на ямайський телефонний код.
У травні 2016 року Кемпбелл випустив «Do You No Wrong» як частину майбутнього мікстейпу «Lisboa». Сингл отримав платиновий статус й номінацію на португальському «Золотому глобусі» у категорії «Найкраща музика». Відтоді Кемпбелл плавно перейшов від регі до ритм-енд-блюзу та денсголлу як відбиття зростальної музичної культури Лісабона. Це був рік переосмислення для Кемпбелла, ознаменований співпрацею з виконавцем кізомби Нельсоном Фрейтасом у «Break of Dawn».
«Lisboa», спродюсований Lhast, вийшов у грудні 2017 року як данина поваги місту та його звуку. «Heaven», спродюсований Кемпбеллом, «Midnight in Lisbon», «Water» і «Slowly» були синглами з мікстейпу. На початку 2018 року пройшов перший концерт Кемпбелла в Altice Arena, найбільшому майданчику країни.
2023 року вийшов альбом «Heartbreak & Other Stories».

## Артистизм
Кар'єру Річі Кемпбелл розпочав як виконавець у стилі регі, і став найвідомішим у цьому жанрі виконавцем з Португалії. В одному з перших інтерв'ю Кемпбелл назвав Тарруса Райлі та Гарнетта Сілка джерелами натхнення. Останніми роками артист працює в іншому жанрі, пояснивши це тим, що «регі перебуває не в найкращій стадії, і я як споживач не байдужий до цього». Запис «Lisboa» став перехідним періодом для Кемпбелла, коли він почав включати елементи денсголлу та R&B у свою творчість.

## Дискографія

### Альбоми
- My Path (CD, 2010)
- Focused (CD, 2012)[6]
- Live at Campo Pequeno (CD+DVD, 2014)
- In the 876 (2015)[10]
- Lisboa (2017)
- Heartbreak & Other Stories (2023)

### Мінальбоми
- Richie Campbell (2010)
- Come quarantine w me (2020)

### Сингли
- «Talk Sweet», «Society», «Inna Jamaica» featuring Mellow Mood, «Sacrifice My Life», «Whoa», «More than Air», «It Takes a Revolucion» featuring Anthony B, «Think About Life», «Hate on Me Now», «I'm Going», «Gonna Leave You», «Angel Is by My Side» featuring Turbulence, «Good for Me», «Chill», «Get with You», «Missing You», «Love Story», «What a Day», «Love Me So», «All About You», «Piece of Bread», «Don't Panic», «Please», «Nah Run Again»
- «Everytime I Cry» (2010)
- «Blame It on Me» (2011)
- «That's How We Roll» (2012)
- «Love Is an Addiction» featuring Ikaya (2012)
- «Focused» featuring Dengaz (2012)
- «Man Don't Cry» (2014)
- «420» (2014)
- «Best Friend» (2015)
- «Do You No Wrong» (2016)
- «Love Donald Duck» (2017)
- «Heaven» (2017)
- «Midnight In Lisbon» (2017)
- «Just One of Those Days (Freestyle)» (2019)
- «This Time» (2020)
- «The City is a Jungle» (2020)
- «Shake» (2021)
- «Obeah Me» (2024)

### З його участю
- Boohoo — Mishlawi ft. Richie Campbell (2016)
- Дощ — Mishlawi ft. Richie Campbell, Plutónio (2018)